# Bassopiano dell'Anadyr'
Il bassopiano dell'Anadyr' (in russo Ана́дырская ни́зменность, Anadyrskaja nizmennost'?) è una vasta pianura dell'estremo oriente russo, compreso nei confini del Circondario autonomo della Čukotka.
Si estende per 270 km in direzione sud-nord e per circa 100 km da est a ovest; i suoi limiti fisici sono il versante settentrionale dei monti dei Coriacchi a sud, le catene dei monti Pekul'nej e Rarytkin a nord e le coste del golfo dell'Anadyr' ad est.
Il bassopiano dell'Anadyr' è estesamente paludoso, a causa delle difficoltà di drenaggio superficiale delle acque; è punteggiato di numerosissimi piccoli laghi, il maggiore dei quali è il lago Krasnoe. Il reticolo idrografico appartiene per la quasi totalità della superficie al bacino idrografico dei fiumi Anadyr', Velikaja, Kančalan, Tumanskaja e Tret'ja Rečka.
Il clima del bassopiano è freddo, appartenente alla categoria dei climi della tundra secondo la classificazione climatica di Köppen; la vegetazione più diffusa è la tundra artica, sostituita dalla tundra alberata nelle zone dove l'estate è più calda (le zone meridionali e sudoccidentali).